# غولد ليك
غولد ليك منطقة تقع إدارياً ضمن مقاطعة بوت (كاليفورنيا) في الولايات المتحدة.